# ニューローズホテル (映画)
『ニューローズホテル』 (New Rose Hotel) は、アメリカ合衆国の1998年の映画である。脚本を共作したアベル・フェラーラが監督を手がけ、クリストファー・ウォーケン、ウィレム・デフォー、アーシア・アルジェントが主演したサイバーパンクの劇映画。原作は、ウィリアム・ギブスンの短編小説「ニュー・ローズ・ホテル」である。日本では劇場未公開だったが、2013年にDVDで発売された。

## あらすじ
フォックス（ウォーケン）とX（デフォー）は、半ばヘッドハンター、半ば誘拐者という、企業人材の引き抜きの専門家で、研究開発にあたる科学者に、競争相手の下で働かれるよりは死んでもらった方が良いと考えている企業の手から、科学者たちを脱出させる手助けをする仕事をしている。フォックスは、マース (Maas) 財閥が囲い込んでいるヒロシ（天野喜孝＝ファイナルファンタジーシリーズのキャラクターデザイナー）というパラダイムを粉砕するような超天才に目をつける。このために、フォックスとXは、サンディ（アルジェント）というコールガール、通称「新宿ガール」を雇い、ヒロシを「説得」させ、フォックスが繋がりをもつ別の財閥ホサカ (Hosaka) の役員（坂本龍一）の下へ逃亡させようとする。フォックスはホサカとの取引を担当し、サンディはヒロシを誘惑してマラケシュにあるホサカの研究所に逃亡させようとする。フォックスとXは東京を拠点としており、新宿ガールを雇えたわけだが、Xは、サンディに、ヒロシを誘惑させる手法を仕込む。やがて、サンディは姿を消し、フォックスは殺され、残されたXは、彼の知る最も安全な場所である、寂れたカプセルホテル「ニュー・ローズ・ホテル」に逃れる。

## キャスト
- クリストファー・ウォーケン .... フォックス
- ウィレム・デフォー .... X
- アーシア・アルジェント .... サンディ
- アナベラ・シオラ .... Madame Rosa
- ジョン・ルーリー .... Distinguished Man
- Kimmy Suzuki .... Asian Girl #1
- Miou .... Asian Girl #2
- 天野喜孝 .... ヒロシ
- グレッチェン・モル .... ヒロシの妻
- 坂本龍一 .... ホサカの役員

## 制作
エドワード・R・プレスマンは、1980年代末には「ニュー・ローズ・ホテル」の映画化権を確保していた。もともと、アベル・フェラーラが関わる前には、キャスリン・ビグローに監督をさせる計画であった。
一時期には、ゾーイ・タマリス・ルンドに脚本の執筆が委ねられた。1996年、ルンドは脚本の最初の草稿を書き上げた。
フェラーラによれば、サンディ役には、ヴィルジニー・ルドワイヤンやクロエ・セヴィニーの起用が検討されたという。また、フェラーラによれば、アーノルド・シュワルツェネッガーのフォックス役での起用も検討されたという。
アーシア・アルジェントは、フェラーラについて、この映画の制作過程を捉えた『Abel/Asia』というドキュメンタリーを1998年に制作した。
フェラーラは、後のインタビューの中で、この映画の制作の途中で数多くのスタッフをクビにしたことを認めており、その中には、映画音楽の作曲家ジョー・デリアなど、長くフェラーラと仕事をしてきた面々が含まれていた。